# Наримунт

Прорисовка печати Наримунта (Глеба), князя Полоцкого, 1330

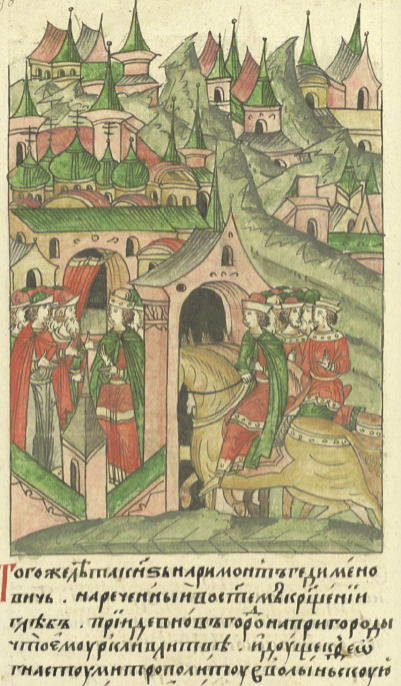
Наримонт Гедиминович в Новгородских землях

Нариму́нт (или Наримонт, в крещении — Глеб; около 1294 — 2 февраля 1348) — князь полоцкий, позже пинский. Старший сын великого князя литовского Гедимина.

## Биография
Впервые упоминается в 1331 году, когда по приказу Гедимина на Волыни был схвачен архиепископ новгородский Василий, который был отпущен только после того, как пообещал сделать Наримунта новгородским князем. Это сообщение содержится только в Новгородской 4-й и Воскресенской летописях. Николай Михайлович Карамзин высказывал сомнения по поводу того, что Василий сдержал обещание, данное под угрозами. По его мнению, призвание Наримунта было добровольным решением новгородцев, продиктованным их собственными интересами — они начали давать земли литовским князьям по причине конфликта с московским князем с целью заручиться помощью сильного союзника.
Как бы то ни было, в 1333 году уже крещённый под именем Глеб Наримунт прибыл в Новгород, где в «кормление» получил Ладогу, Орешек, Корелу и половину Копорья:
В лѣто 6841 ... въложи богъ въ сердце князю Литовьскому Наримонту, нареченому въ крещении Глѣбу, сыну великого князя Литовьскаго Гедимина, и присла в Новъград , хотя поклонитися святѣи Софѣи ; и послаша новгородци по него Григорью и Олександра, и позваша его к собѣ; и прииха в Новъгород, хотя поклонитися , мѣсяца октября; и прияша его съ честью, и цѣлова крестъ к великому Новуграду за одинъ человѣкъ; и даша ему Ладогу, и Орѣховыи, и Корѣльскыи и Корѣльскую землю, и половину Копорьи въ отцину и в дѣдѣну, и его дѣтемъ.
Отданные князю Наримонту земли образовали, по словам С. И. Кочкуркиной, своеобразное «Карельское княжество», при этом они были отданы «в отчину и дедину» потомкам князя; с этого времени и до начала XV века потомки Наримонта и его литовские родственники неоднократно получали эти земли в кормление.
Выделение отдельного княжества в кормлении сыну Гедимина позволило обезопасить Новгород от московских князей, однако само это образование оказалось недолговечным из-за незаинтересованности Наримунта — он находился здесь лишь с 1333 по 1335 годы. Около 1335 года Наримунт покинул Новгородчину, уехав из Орешка обратно в Литву, вероятно для того, чтобы занять полоцкий стол, освободившийся после смерти князя Воина. Кормление в «Карельском княжестве» Наримунт передал своему сыну Александру — правившему вслед за тем также из резиденции в городе Орешек. Через три года, во время шведского нападения (1338) Наримунт не только не явился на призыв новгородцев о военной помощи, но и отозвал Александра, оставив в Орешке лишь наместника — что очевидно вызвало недовольство новгородцев. Тем не менее, наместники Наримунта находились в Орешке вплоть до 1348 года.
Около 1338 года Наримунт, будучи уже князем полоцким, вместе с епископом полоцким Григорием подписал договор с Ригой. Сохранившаяся на этом документе печать Наримунта является одним из древнейших изображения герба Погоня, позже принятого в качестве государственного герба Великого княжества Литовского. Косвенно (как «полоцкий король») Наримунт упоминается также в договоре Смоленска с Ригой (около 1390 года).
Согласно «Летописцу великих князей литовских», по завещанию Гедимина Наримунт получил во владение Пинское княжество. Потомки Наримунта правили в Пинске до конца XIV века. Во время короткого правления в Великом княжестве Литовском Евнутия Наримунт был одним из влиятельнейших князей в государстве. Когда Кейстут и Ольгерд свергли Евнутия, Наримунт как его сторонник вынужден был бежать в Золотую Орду к хану Джанибеку, после чего Полоцкое княжество было передано сыну Ольгерда Андрею.
Около 1346 года Наримунт, не получив поддержки в Орде, вернулся в Великое княжество Литовское и стал княжить в Пинске. В следующем году он участвовал в походе на Тевтонский орден. Вероятно, именно он возглавлял войска Великого княжества в битве на Стреве 2 февраля 1348 года, в которой и погиб.

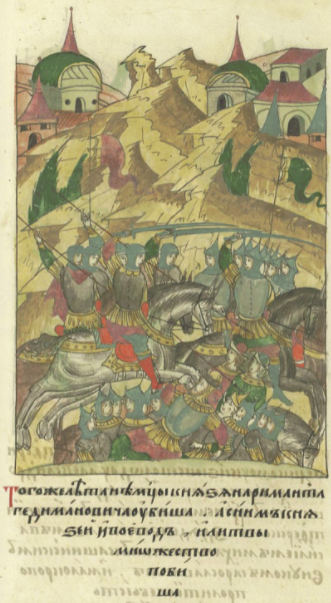
Гибель князя

## Семья
В польских родословцах женой Наримунта (вероятно первой) указана ордынская княжна Мария, дочь хана Тохты (Тукая) от его брака с Марией Палеолог (1297—1332), внебрачной дочерью византийского императора Андроника II Палеолога. Другие же источники считают, что первой женой Наримунта была дочь князя московского Даниила Александровича, неизвестная по имени (возможно, Мария).
Второй женой Наримунта с конца 1330-х годов была вдова Анна Васильевна (ум. 1345), в иночестве Елизавета, родная сестра князя Острожского Даниила.
В 1345 году Наримунт вновь женился на ордынке.
Сыновья Наримунта:
- Михаил (ум. после 1349), князь пинский;
- Александр;
- Юрий;
- Патрикей;
- Семён.

Многочисленные потомки Наримунта составляют группу княжеских родов, в общем называемых Наримунтовичами. К ним относятся Хованские, Булгаковы, Щенятевы, Куракины, Голицыны, Патрикеевы, Корецкие, Ружинские и, возможно, Друцкие.